# Серафим (Киккотис)
Митрополи́т Серафи́м (греч. Μητροπολίτης Σεραφείμ, в миру Гео́ргиос Фили́ппу Иако́ву, греч. Γεώργιος Φιλίππου Ιακώβου, впоследствии сменил фамилию на Кикко́тис, греч. Κυκκώτης; 2 февраля 1961, деревня Галатария, Пафос, Республика Кипр) — епископ Александрийской православной церкви, митрополит Зимбабвийский и Ангольский, ипертим и экзарх Южной Африки.

## Биография
В двенадцатилетнем возрасте был принят в качестве послушника-мирянина в Киккский монастыря на Кипре.
Четыре года спустя, получив стипендию, он был послан во Всекипрскскую среднюю школу. Будучи во Всекипрской школе, он стал членом комитета студенческой газеты и председателем студенческого отделения ЮНЭСКО. В это время он также был помощником при своём наставнике монахе Хризостоме, духовнике архиепископа Кипрского Макария. По окончании школы поступил в Киккский лицей, который окончил с отличием в 1982 году.
8 сентября 1983 года был рукоположён в сан диакона архиепископом Кипрским Хризостомом. Служил диаконом в храме Ирины Эолу и храме Георгия Карицкого.
В том же году, будучи насельником Киккского монастыря, он поступил в богословскую школу Афинского университета, который окончил в 1987 году.
По выпуске он вернулся в Киккский монастырь где его духовник, настоятель Никифор, назначил его монастырским казначеем.
В 1988 году, по прошению настоятеля и решением архиепископа Кипрского Хризостома, он получил стипендию для обучения английскому языку в Великобритании, где он изучал патрологию в Крайстчёрче, Кентербери, и получил богословскую степень. По благословению профессора Оксфордского университета епископа Диоклейского Каллиста (Уэра), поступил в аспирантуру на богословский факультет Даремского университета где, под руководством профессора Георгия Драга из богословской школы Святого Креста в Бруклайне (США), защитил магистерскую диссертацию об Афанасии Великом.

### Священник
15 августа 1991 года был рукоположён во священника в Киккском монастырском храме архиепископом Кипрским Хризостомом. Служил директором греческих школ общин святого Антония в Ньюкастле-на-Тайне, Вознесенской и Троицкой в Стоктоне-на-Тизе и Мидлсбро.
С 1991 года участвовал в работе миссий в 22 странах Восточной, Центральной и Западной Африки, сотрудничая с митрополитом, а затем патриархом Александрийским, Петром (Папапетру). Также одно время служил приходским священником в Георгиевском соборе Кейптауна.
В 1995 году был избран всемирным содружеством православной молодёжи «Синдесмос» членом центрального совета Западной Европы. В течение года вёл еженедельное обсуждение миссионерского служения по радио.
С 1997 года служил эпитропом Кенийской митрополии в Зимбабве и был назначен постоянным главным представителем Православной миссии в Африке. Также являлся лектором-ассистентом в школе Православной апологетической патрологии.

### Епископ
24 сентября 1997 года решением Священного Синода Александрийской православной церкви избран митрополитом Кенийским и Иринопольским.
28 сентября 1997 года в Патриаршем соборе святого Саввы в Александрии был хиротонисан во епископа Кенийского с возведением в сан митрополита. Хиротонию возглавил Патриарх Пётр VII.
Был назначен преподавателем в Семинарию архиепископа Макария в Найроби.
Его новое служение включало в себя ведение диалога с римо-католиками, англиканами, нехалкидонитами, Всемирным Советом Церквей, Всеафриканским Советом Церквей и мусульманами, вследствие чего участвовал во всех патриарших совещаниях, а также всех конференциях с инославными и иноверными.
С сентября 1998 года был назначен патриаршим епитропом в Букобе, Танзания.
С ноября 2000 по март 2001 года являлся местоблюстителем Дар-эс-Саламской митрополии.
22 февраля 2001 года избран митрополитом Йоханнесбургским и Преторийским. 18 марта того же года состоялось его настолование.
С 20 по 25 июня 2007 года сопровождал Патриарха Александрийского Феодора II во время его визита в Антиохийскую Православную Церковь.
В июле 2010 года предложил на всеправославном уровне рассмотреть вопрос о женском священстве: «Существуют ли богословские причины, препятствующие допущению женщин к сану священника? До созыва Собора нам нужен реальный диалог по существу этого вопроса с тем, чтобы Собор вынес окончательное решение». В Александрийской Патриархии подчеркнули, что митрополит Серафим высказал свою личную точку зрения, которую Александрийская Православная Церковь не разделяет.
7 октября 2010 году решением Священного Синода был назначен патриаршим представителем при программах Европейского Союза и в тот же день был переведён на Зимбабвийскую митрополию.
В апреле 2011 года обратился к мировой общественности с призывом восстановить движение филэллинизма и с его помощью убедить Евросоюз в необходимости принятия ряда мер по спасению Греции от финансового кризиса, а также создать подконтрольный Элладской Православной Церкви финансовый фонд для возрождения экономики Греции.
14 января 2013 года принял участие в инаугурационном заседании Диссертационного совета Грузинской Православной Церкви.
17-19 февраля 2013 года в Варне (Болгария) принял участие в XIX Международной конференции Международного общественного фонда единства православных народов, посвящённая теме "Традиционные ценности и демократические свободы в современном мире.
23 апреля 2015 года присутствовал в Эчмиадзине на канонизации Армянской апостольской церковью полутора миллионов армян, пострадавших в годы гонений на христианское население Османской империи в начале XX века.
28 апреля — 1 мая 2015 года участвовал в международной конференции «Христиане Ближнего Востока: каково будущее?», которая состоялась в Бари.
2 мая 2024 года в миссионерском приходе святого Нектария в Хараре совершил первое в новейшей истории рукоположение в диакониссы Анжелики Молен. В отличие от ранее совершённых патриархом Феодором хиротесий, данное рукоположение было именно посвящением в священный сан. Он подтвердил, что «она будет выполнять все то же, что выполняет диакон во всех православных службах и таинствах».. Как отмечал иерей Георгий Максимов, «это действие вызвало огромное смущение как среди православных африканцев, так и среди верующих по всему миру». Реагируя на возникшую критику, 11 мая 2024 года Александрийский патриархат выпустил заявление, в котором говорилось, что «Миссии в Африке требуются диаконисы», и что «Митрополит Зимбабвийский Серафим, будучи опытным миссионером в Африке, приступил к выполнению первоначального решения Священного Синода» от 2016 года. В результате данное событие стало причиной для второй волны переходов священников Александрийского Патриархата в РПЦ, не принимающих такие действия как рукоположения женщин в священный сан.